# Maserati GranTurismo
Maserati GranTurismo — автомобиль класса Гран Туризмо от итальянского производителя Maserati. Общественности был представлен в марте 2007 года на Женевском автосалоне. Над дизайном кузова работало ателье Pininfarina, а двигатель для них разработали вместе с Ferrari.
Двигатель V8 Ferrari объемом 4,2 литра развивает мощность 298 кВт. Отношение масса/мощность у GranTurismo равно 4,6 кг/л.с. Автомобиль оснащается 6-ступенчатой автоматической коробкой передач ZF. Длинная колесная база и короткие свесы обеспечивают довольно просторное внутреннее пространство для четырех человек.
Платформа для GranTurismo была заимствована от Quattroporte с небольшими изменениями. В частности, сократили на 125 мм колесную базу, чуть короче стал задний свес, а сам двухдверный кузов стал на 30% жестче. Силовой агрегат был смещен назад благодаря чему развесовка по осям получилась почти идеальной — 49:51.
От возможной пробуксовки спасает самоблокирующийся дифференциал: при разгоне он блокируется на 25%, а при торможении двигателем — на 45%, что предотвращает ранний срыв в занос при сбросе газа в повороте.
С лета 2008 Maserati также выпускает S-версию GranTurismo. Версия кабриолет поступила в продажу в 2009 году.

## Технические данные
| Maserati:              | GranTurismo                            | GranTurismo S                          |
| ---------------------- | -------------------------------------- | -------------------------------------- |
| Двигатель:             | восьмицилиндровый V-образный (спереди) | восьмицилиндровый V-образный (спереди) |
| Объем двигателя:       | 4244 см³                               | 4691 см³                               |
| Мощность:              | 298 кВт (405 л.с.) при 7100 об/мин     | 323 кВт (440 л.с.) при 7000 об/мин     |
| Крутящий момент:       | 460 Н м при 4750 об/мин                | 490 Н м при 4750 об/мин                |
| Максимальная скорость: | 285 км/ч                               | 295 км/ч                               |
| Разгон 0–100 км/ч:     | 5,2 с                                  | 4,9 с                                  |
| Расход:                | 14,7 л/100 км                          | 16,6 л/100 км                          |

## Первое поколение (M145)
GranTurismo M145 был представлен в марте 2007 года на Женевском автосалоне. Двигатель Ferrari F136 U V8 объемом 4,2 литра развивает мощность 298 кВт. Соотношение масса/мощность у GranTurismo равно 4,6 кг/л.с. Автомобиль оснащается 6-ступенчатой автоматической коробкой передач ZF. Длинная колесная база и короткие свесы обеспечивают достаточно просторное внутреннее пространство для четырех человек. Платформа для GranTurismo была позаимствована от Quattroporte с небольшими изменениями. В частности, сократили на 125 мм колесную базу,
чуть короче стал задний свес, а сам двухдверный кузов стал на 30% жестче. Силовой агрегат был смещен назад благодаря чему компоновка по осям получилась почти идеальной – 49:51. 
Разгоняется купе предельно ровно. От возможной пробуксовки спасает самоблокированный дифференциал: при разгоне он блокируется на 25%, а при торможении двигателем - на 45%, что предотвращает ранний срыв в занос при сбросе газа в повороте. С лета 2008 года Maserati выпускает S-версию GranTurismo с двигателем Ferrari F136 Y V8 объемом 4,7 литра, который развивает мощность 439 л.с. Версия кабриолета представлена в 2009 году на Франкфуртском автосалоне под названием Maserati GranCabrio, серийное производство началось в 2010 году.

## GranTurismo MC Stradale
MC Staradale имеет атмосферный 4,7 литровый (4691 см³) V8, мощность которого возросла до 460 л.с (338 кВт @7250 об/мин) и 520 Нм (@4750 об/мин) крутящего момента, в паре с 6-ступенчатой роботизированной коробкой передач MC Race Shift, управляется КПП 3 режимами - Auto, Sport , Race. Режим Race позволяет переключать передачу вверх за 60 миллисекунд, но для достижения быстрого переключения обороты двигателя должны быть выше 6000 об/мин. Максимальная скорость составляет 303 км/ч, а разгон до 100 км/ч занимает 4,5 секунд. Расход топлива и выбросы CO2 в смешанном цикле составляет 14,4 л/100 км и 337 гр/км соответственно.
Аэродинамика была доработана за счет нового переднего бампера со сплиттером, боковых юбок и заднего диффузора, на скорости создаётся дополнительная прижимная сила. Два сопла по бокам переднего бампера и воздухозаборник в капоте были позаимствованы у гоночного GranTurismo MC Trofeo.
Угле-керамические тормоза Brembo легче стальных аналогов примерно на 60 %, тормозные диски спереди размера 380x34 мм спереди и 360x32 мм сзади, расстояние торможения со 100 км/ч до полной остановки занимает 33 метра.
Изменения коснулись и подвески, стабилизаторы поперечной устойчивости стали больше в диаметре, более жесткие амортизаторы и пружины, автомобиль стал ниже на 10 мм стандартной модели. Система курсовой устойчивости Maserati Stability Programme уменьшит крутящий момент и будет подтормаживать тормозами при потере сцепления с дорогой. Вес автомобиля уменьшился почти на 110 кг, а распределение веса по осям изменилась на 1 % в пользу задней части, 48—52 %.
В интерьере используется обивка из мягкой кожи и обширно используется алькантара, в частности для сидений, козырька, центральной консоли, руля и для панелей дверей. В обновлённую версию добавили задние сидения.
Пакет MC Sport Line включает себя обвесы и отделка салона из углепластика, алюминиевые педали, а также крышка капота выполнена из углепластика, что дает жесткость и меньший вес по сравнению с использованием металлического материала.

## 2 поколение (M189)
5 октября 2022 года дебютировало второе поколение GranTurismo (M189). Автомобиль построен на платформе FCA Giorgio. Помимо обычных моделей доступна и
полностью электрическая модель GranTurismo Folgore EV с тремя электродвигателями суммарной мощностью 761 л.с., разгон от 0 до 100 км/ч занимает 2,7 с. Аккумуляторная батарея емкостью 105 кВтч позволит проехать более 550 км без подзарядки. В продажу автомобиль поступил в январе 2023 года.

## В популярной культуре
Модель GranTurismo MC Stradale представлена в Maserati DLC для Car Mechanic Simulator 2015.

## Галерея
- GranTurismo вид сзади
- GranCabrio
- GranTurismo MC Stradale
- GranTurismo S
- Maserati GranTurismo Trofeo (с 2023)